# Angelika Kordfelder
Angelika Kordfelder (* 1. Januar 1955 in Essen) ist eine deutsche Politikerin (SPD). Sie war vom 10. Oktober 2004 bis zum 13. September 2015 Bürgermeisterin der Stadt Rheine und damit die erste Frau in diesem Amt. 

## Leben
Kordfelder begann ihre berufliche Laufbahn in der Justizverwaltung, studierte später Sozialarbeit und Erziehungswissenschaften mit den Schwerpunkten Sozialadministration und kulturelle Bildung und promovierte mit einer Arbeit zum Thema kultureller Jugendbildungsprozesse. Daran anschließend war Kordfelder knapp zehn Jahre an der Universität Essen als Dozentin angestellt und war freiberuflich unter anderem im Bereich der Migration tätig. 
Kordfelder saß für die SPD mehrere Jahre im Rat der Stadt Essen und war dort stellvertretende Fraktionsvorsitzende. Der Schwerpunkt ihres Engagements lag auf den Themen Kultur und Finanzen. 
Angelika Kordfelder ist verwitwet und Mutter einer erwachsenen Tochter. 2014 bzw. 2015 kandidierte sie innerparteilich für das Oberbürgermeisteramt der Stadt Essen. Am 26. Januar 2015 unterlag sie dem Amtsinhaber Reinhard Paß in der parteiinternen Abstimmung.

## Veröffentlichungen
- Determinanten kultureller Jugendbildungsprozesse: ein Vergleich der Großstädte München und Essen (Dissertation), Universität Essen, 2000
- Jugendkultur im Vergleich, Klartext-Verlag, Essen, 2002, ISBN 3-89861-094-2